# Poul Jensen (fotbollsspelare)
Poul Jensen, född 28 mars 1934 i Vejle, död 2000, var en dansk fotbollsspelare.
Han blev olympisk silvermedaljör i fotboll vid sommarspelen 1960 i Rom.